# 1945 год
1945 (ты́сяча девятьсо́т со́рок пя́тый) год  по григорианскому календарю — невисокосный год, начинающийся в понедельник. Это 1945 год нашей эры, 5‑й год 5‑го десятилетия XX века 2‑го тысячелетия, 6‑й год 1940‑х годов. Он закончился 80 лет назад.
| Пн | Вт | Ср | Чт | Пт | Сб | Вс |
| 1  | 2  | 3  | 4  | 5  | 6  | 7  |
| 8  | 9  | 10 | 11 | 12 | 13 | 14 |
| 15 | 16 | 17 | 18 | 19 | 20 | 21 |
| 22 | 23 | 24 | 25 | 26 | 27 | 28 |
| 29 | 30 | 31 |    |    |    |    |

| Пн | Вт | Ср | Чт | Пт | Сб | Вс |
|    |    |    | 1  | 2  | 3  | 4  |
| 5  | 6  | 7  | 8  | 9  | 10 | 11 |
| 12 | 13 | 14 | 15 | 16 | 17 | 18 |
| 19 | 20 | 21 | 22 | 23 | 24 | 25 |
| 26 | 27 | 28 |    |    |    |    |

| Пн | Вт | Ср | Чт | Пт | Сб | Вс |
|    |    |    | 1  | 2  | 3  | 4  |
| 5  | 6  | 7  | 8  | 9  | 10 | 11 |
| 12 | 13 | 14 | 15 | 16 | 17 | 18 |
| 19 | 20 | 21 | 22 | 23 | 24 | 25 |
| 26 | 27 | 28 | 29 | 30 | 31 |    |

| Пн | Вт | Ср | Чт | Пт | Сб | Вс |
|    |    |    |    |    |    | 1  |
| 2  | 3  | 4  | 5  | 6  | 7  | 8  |
| 9  | 10 | 11 | 12 | 13 | 14 | 15 |
| 16 | 17 | 18 | 19 | 20 | 21 | 22 |
| 23 | 24 | 25 | 26 | 27 | 28 | 29 |
| 30 |    |    |    |    |    |    |

| Пн | Вт | Ср | Чт | Пт | Сб | Вс |
|    | 1  | 2  | 3  | 4  | 5  | 6  |
| 7  | 8  | 9  | 10 | 11 | 12 | 13 |
| 14 | 15 | 16 | 17 | 18 | 19 | 20 |
| 21 | 22 | 23 | 24 | 25 | 26 | 27 |
| 28 | 29 | 30 | 31 |    |    |    |

| Пн | Вт | Ср | Чт | Пт | Сб | Вс |
|    |    |    |    | 1  | 2  | 3  |
| 4  | 5  | 6  | 7  | 8  | 9  | 10 |
| 11 | 12 | 13 | 14 | 15 | 16 | 17 |
| 18 | 19 | 20 | 21 | 22 | 23 | 24 |
| 25 | 26 | 27 | 28 | 29 | 30 |    |

| Пн | Вт | Ср | Чт | Пт | Сб | Вс |
|    |    |    |    |    |    | 1  |
| 2  | 3  | 4  | 5  | 6  | 7  | 8  |
| 9  | 10 | 11 | 12 | 13 | 14 | 15 |
| 16 | 17 | 18 | 19 | 20 | 21 | 22 |
| 23 | 24 | 25 | 26 | 27 | 28 | 29 |
| 30 | 31 |    |    |    |    |    |

| Пн | Вт | Ср | Чт | Пт | Сб | Вс |
|    |    | 1  | 2  | 3  | 4  | 5  |
| 6  | 7  | 8  | 9  | 10 | 11 | 12 |
| 13 | 14 | 15 | 16 | 17 | 18 | 19 |
| 20 | 21 | 22 | 23 | 24 | 25 | 26 |
| 27 | 28 | 29 | 30 | 31 |    |    |

| Пн | Вт | Ср | Чт | Пт | Сб | Вс |
|    |    |    |    |    | 1  | 2  |
| 3  | 4  | 5  | 6  | 7  | 8  | 9  |
| 10 | 11 | 12 | 13 | 14 | 15 | 16 |
| 17 | 18 | 19 | 20 | 21 | 22 | 23 |
| 24 | 25 | 26 | 27 | 28 | 29 | 30 |

| Пн | Вт | Ср | Чт | Пт | Сб | Вс |
| 1  | 2  | 3  | 4  | 5  | 6  | 7  |
| 8  | 9  | 10 | 11 | 12 | 13 | 14 |
| 15 | 16 | 17 | 18 | 19 | 20 | 21 |
| 22 | 23 | 24 | 25 | 26 | 27 | 28 |
| 29 | 30 | 31 |    |    |    |    |

| Пн | Вт | Ср | Чт | Пт | Сб | Вс |
|    |    |    | 1  | 2  | 3  | 4  |
| 5  | 6  | 7  | 8  | 9  | 10 | 11 |
| 12 | 13 | 14 | 15 | 16 | 17 | 18 |
| 19 | 20 | 21 | 22 | 23 | 24 | 25 |
| 26 | 27 | 28 | 29 | 30 |    |    |

| Пн | Вт | Ср | Чт | Пт | Сб | Вс |
|    |    |    |    |    | 1  | 2  |
| 3  | 4  | 5  | 6  | 7  | 8  | 9  |
| 10 | 11 | 12 | 13 | 14 | 15 | 16 |
| 17 | 18 | 19 | 20 | 21 | 22 | 23 |
| 24 | 25 | 26 | 27 | 28 | 29 | 30 |
| 31 |    |    |    |    |    |    |

1945 год ознаменовался окончанием Второй мировой войны и падением нацистской Германии. Также это единственный год, в котором ядерное оружие было применено в боевых действиях.

## События
Подробнее см. также: Категория:1945 год

### Январь
- 3 января — Николаос Пластирас стал премьер-министром Греции.
- 5 января — СССР признал Временное правительство Польской республики.
- 12 января
  - Советские войска начали крупномасштабную Висло-Одерскую операцию.
  - В результате землетрясения силой 6,8 балла в японской префектуре Айти погибли 2300 человек.
- 13 января
  - Советские войска начали стратегическую Восточно-Прусскую наступательную операцию.
  - Президиум Антифашистского национально-освободительного совета Албании принял закон о конфискации всей собственности Италии и Германии на территории страны, а также о национализации Национального банка Албании[1].
- 14 января — Временное демократическое правительство Энвера Ходжи издало закон об общих положениях конфискации частной собственности в Албании[1].
- 15 января
  - В Аргентине принят закон О внутренней безопасности, предусматривавший серьёзные наказания за антиправительственную деятельность. Участие в забастовке каралось тюремным заключением сроком до 5 лет[2].
  - Антикоммунистическое Кельмендское восстание в Албании.
- 17 января — освобождение Ченстоховы и Варшавы.
- 19 января — советские войска освободили Лодзь и Краков[3].
- 20 января
  - Франклин Рузвельт вступил в должность президента США на 4-й срок.
  - В Москве подписан Договор о перемирии между союзными державами и Венгрией, Венгрия соглашается на перемирие с союзниками[4].
- 23 января — антикоммунистическое восстание Коплику в Албании.
- 26 января — за мужество и отвагу в условиях блокады и борьбы против фашистских захватчиков город Ленинград награждён орденом Ленина[5].
- 27 января — советские войска освободили лагерь смерти Освенцим, освободив более 7,5 тысяч заключённых.
- 28 января 
  - Советские войска взяли Клайпеду и Катовице[6].
  - А. А. Власов назначен Главнокомандующим Русской освободительной армии.
- 30 января 
  - В Балтийском море советская субмарина С-13 потопила немецкий корабль «Вильгельм Густлофф». Погибли более 9 тысяч человек — крупнейшая морская катастрофа за всю историю.
  - Адольф Гитлер произносит по радио свою последнюю публичную речь.

### Февраль
- 4–11 февраля — проходила Ялтинская конференция союзных держав[7].
- 5 февраля — Эквадор объявил войну Германии.
- 7 февраля — Парагвай объявил войну Германии.
- 8 февраля — начало Нижнесилезской наступательной операции советских войск.
- 9 февраля — в результате схода лавины на горняцкий посёлок Средняя Медвежка на Сахалине погиб 131 человек[8].
- 10 февраля — начало Восточно-Померанской наступательной операции советских войск.
- 12 февраля
  - Ахилл Ван Аккер стал премьер-министром Греции.
  - Перу объявило войну Германии и Японии.
- 13 — 14 февраля — крупномасштабная бомбардировка Дрездена британской и американской авиацией.
- 13 февраля — завершено взятие Будапешта[4].
- 15 февраля–6 мая — советскими войсками 1-го Украинского фронта окружена и уничтожена вражеская группировка в районе Бреслау (Вроцлав).
- 16 февраля — Венесуэла объявила войну Германии.
- 22 февраля — Уругвай объявил войну Германии.
- 23 февраля
  - Советские войска взяли город Секешфехервар в Венгрии[4].
  - Американские войска освободили столицу Филиппин Манилу.
  - Турция объявила войну Германии и Японии.
- 24 февраля — вернувшийся из СССР Матьяш Ракоши возглавил Коммунистическую партию Венгрии[4].
- 26 февраля
  - Временное национальное правительство Венгрии распустило все фашистские партии и организации в стране[4].
  - Сирия объявила войну Германии и Японии.
  - Египет объявил войну Германии. В этот же день премьер-министр Ахмад Махир-паша застрелен при выходе из Палаты депутатов, где заявил об объявлении войны. Премьер-министром назначен новый лидер партии Саад Махмуд Нукраши-паша[9].
- 27 февраля — Ливан объявил войну Германии.
- 28 февраля
  - В Румынии ушло в отставку правительство генерала Николае Радеску. Генерал Радеску скрылся в британской миссии в Бухаресте, а затем был вывезен в США[10].
  - Саудовская Аравия объявила войну Германии и Японии.

### Март
- 4 марта — Катастрофа C-47 под Мульденом.
- 6 марта 
  - в Румынии сформировано первое левое правительство во главе с Петру Грозой[11]
  - начало Балатонской оборонительной операции советских войск.
- 9 марта
  - Бомбардировка Токио американской авиацией (в налёте участвовало 334 бомбардировщика B-29, сгорели 267 000 домов, погибло более 100 000 жителей)[12].
  - Японская армия атаковала французские гарнизоны по всему Индокитаю и взяла под полный контроль Вьетнам, Лаос и Камбоджу[13].
- 11 марта
  - Принята и обнародована новая конституция Гватемалы[14].
  - Массированный налёт B-29 ВВС США на город Нагоя (Япония)[15].
- 12 марта
  - В местечке Тышон вьетнамской провинции Бакнинь закончилось четырёхдневное расширенное заседание Постоянного бюро ЦК Коммунистической партии Индокитая, которое приняло решение о подготовке к всеобщему восстанию против Японии[16]
  - Король Камбоджи Нородом Сианук подписал два декрета, которыми расторгал все ранее заключённые соглашения между Камбоджей и Францией[13].
- 13 марта — массированный налёт B-29 ВВС США на город Осака (Япония)[15].
- 15 марта
  - На пост президента Гватемалы вступил Хуан Хосе Аревало[17].
  - В Венгрии принят закон об аграрной реформе, согласно которому были конфискованы земли деятелей режима М. Хорти и изъяты за выкуп владения площадью свыше 57 гектар[18]. Было ограничено монастырское землевладение[19].
  - На полигоне под Тулоном полковник Жан-Жак Барр осуществил запуск первой французской экспериментальной ракеты на жидком топливе[20].
- 16 марта — начало Венской наступательной операции Красной Армии.
- 17 марта — массированный налёт B-29 ВВС США на город Кобе (Япония)[15].
- 22 марта
  - Налёт англо-американской стратегической авиации на немецкий город Хильдесхайм, в результате которого количество жертв среди гражданского населения превысило тысячу человек.
  - В Каире подписан пакт о создании Лиги арабских государств[9].
- 23 марта
  - В Румынии принят закон об аграрной реформе[19].
  - Постановлением СНК СССР Азербайджанский филиал Академии Наук СССР преобразован в Академию наук Азербайджанской ССР[21].
- 25 марта 
  - В Японии принято решение о формировании народного ополчения[15].
  - В Албании на католическом кладбище Шкодера расстреляны лидеры Кельмендского восстания во главе с Преком Цали.
- 27 марта — Аргентина объявила войну Германии и Японии[22].
- 29 марта
  - Партизанские отряды Италии объединены в единую армию под командованием генерала Рафаэле Кадорна. Его заместителями стали коммунист Луиджи Лонго и республиканец Фурруччо Парри. Разделение отрядов по партийной принадлежности упразднено[23].
  - Советские войска перешли государственную границу Австрии[24].

### Апрель
- 1 апреля — началась битва за Окинаву.
- 4 апреля — завершено освобождение Венгрии[4].
- 5 апреля
  - Пакт о нейтралитете, предусматривавший «мирные и дружественные отношения между двумя странами» между СССР и Японией, денонсирован СССР в одностороннем порядке.
  - Началось Грузинское восстание на острове Тексел: восстание батальона военнопленных советских солдат из Грузии на голландском острове Тексел против немецких оккупантов.
  - В Кошице провозглашена программа правительства Национального фронта чехов и словаков (Кошицкая программа), разработанная Коммунистической партией Чехословакии[25].
- 7 апреля — затонул японский линкор «Ямато».
- 8 апреля
  - Петрос Вулгарис стал премьер-министром Греции.
  - Король Луанг-Прабанга Сисаванг Вонг при поддержке японских властей Индокитая провозгласил независимость королевства. Этот акт был распространён на все территории Лаоса[26].
- 9 апреля
  - Союзные войска под командованием фельдмаршала Харольда Александера возобновили наступление в Италии[27].
  - Советскими войсками взят город-крепость Кёнигсберг, столица Восточной Пруссии.
- 12 апреля — скончался президент США Франклин Рузвельт, новым президентом стал Гарри Трумэн.
- 13 апреля
  - Советские войска взяли столицу Австрии Вену[28].
  - Во время американской бомбардировки Токио уничтожены постройки и оборудование японского атомного проекта «Эн» в Институте авиационной технологии[29].
- 14 апреля — создание в Москве Главного ботанического сада Академии наук СССР.
- 16 апреля — Начало Берлинской операции Красной Армии.
- 16 апреля — потопление немецкого транспорта Гойя советской субмариной Л-3; в кораблекрушении погибло более 6000 человек, что стало одной из крупнейших катастроф на море.
- 19 апреля — Временное правительство Венгрии проводит своё первое заседание в освобождённом Будапеште[4].
- 21 апреля
  - Союзные войска в Италии прорвали немецкий фронт[27].
  - Крайова Рада Народова заключила Договор о дружбе, взаимной помощи и послевоенном сотрудничестве между Польшей и СССР[30].
  - Катастрофа FW200 в Пизенкофене
  - Части 3-й ударной, 2-й гвардейской танковой, 47-й и 5-й ударной армий СССР в ходе Берлинской наступательной операции прорвали оборону немецких войск и ворвались на окраины Берлина.
- 24 апреля — союзные войска в Италии переправились через реку По.
- 25 апреля
  - В Сан-Франциско открылась конференция Объединённых Наций[7].
  - «Встреча на Эльбе» — встреча советской и американской армий недалеко от города Торгау.
- 26 апреля — началось всеобщее восстание на оккупированном Германией севере Италии[27].
- 27 апреля — в Вене образовано коалиционное Временное правительство Австрии во главе с Карлом Реннером. Правительство опубликовало Декларацию независимости Австрии, провозгласившую Вторую Австрийскую республику и объявившую аншлюс недействительным[24].
- 28 апреля
  - американские войска без боя заняли город Аугсбург.
  - у озера Комо в Северной Италии партизанами был схвачен и расстрелян Бенито Муссолини.
- 30 апреля — в Берлине в своём бункере совершил самоубийство Адольф Гитлер.

### Май
- 1 мая 
  - Над Рейхстагом водружено Знамя Победы[31].
  - Йозеф Геббельс покончил жизнь самоубийством вместе с женой и шестью детьми.
  - в приказе № 20 городам Ленинград, Сталинград, Севастополь и Одесса присвоены звания городов-героев.
- 2 мая — взятие Берлина советскими войсками. Принята капитуляция германской группы армий «С» в Северной Италии[27]. Окончание гражданской войны в Италии.
- 3 мая — англо-индийскими войсками освобождена от японских войск столица Бирмы Рангун.
- 5 мая — датские патриоты освободили столицу страны Копенгаген[32].
- 6 мая — капитуляция немецкого города-крепости Бреслау.
- 7 мая — в Реймсе был подписан Акт о капитуляции Германии.
- 8 мая
  - Войска 1-го Украинского фронта после двухдневных боёв сломили сопротивление противника и овладели городом Дрезден
  - В пригороде Берлина Карлсхорсте в здании военно-инженерного училища в 22 часа 43 минуты по центральноевропейскому времени, подписан акт о безоговорочной капитуляции Германии во Второй мировой войне.
  - В Баборской Кабилии (Французский Алжир) вспыхивает антифранцузское восстание[33].
- 9 мая
  - Закончилась Великая Отечественная война.
  - Советскими войсками освобождена Лиепая[34].
  - Советскими войсками освобождена Прага.
- 10 мая — войска 3-го Украинского фронта соединились с британскими войсками западнее австрийского города Грац.
- 11 мая — завершение Пражской операции, освобождена Чехословакия.
- 15 мая — завершены изгнание и капитуляция немецко-фашистских войск в Югославии.
- 24 мая — Сражение при Лясе Стоцком в Люблинском воеводстве Польши, окончившееся крупной локальной победой партизан Армии Крайовой над правительственными силами.

### Июнь
- 1 июня — Выдача казаков в Лиенце и Юденбурге.
- 4 июня — силы вьетнамских коммунистов создали единый освобождённый район в провинциях Северного Вьетнама[16].
- 5 июня — союзные державы подписали Декларацию о взятии на себя верховной власти в Германии правительствами СССР, США, Великобритании и Франции. Страна разделена на 4 зоны оккупации[35].
- 10 июня — на основе 1-го и 2-го Белорусских и 1-го Украинского фронтов была образована Группа советских войск в Германии.
- 11 июня
  - Коммунистическая партия Германии распространила воззвание со своей программой создания новой Германии[35].
  - В Турции принят закон об аграрной реформе, ограничивший крупное землевладение и предусматривавший наделение крестьян землёй из колонизационного фонда[36].
- 21 июня — президент Чехословакии Эдуард Бенеш издал декрет «О конфискации и ускоренном разделе земельных владений немцев, венгров, а также предателей и врагов чешского и словацкого народа»[36].
- 24 июня — в Москве на Красной площади прошёл Парад Победы.
- 26 июня
  - Подписан устав Организации Объединённых Наций.
  - Указом Президиума Верховного Совета СССР в Советском Союзе введено воинское звание Генералиссимус Советского Союза. На следующий день оно было присвоено маршалу СССР И. В. Сталину[37].
- 29 июня — подписан договор между СССР и Чехословакией. Закарпатская Украина вошла в состав СССР[38].
- 30 июня — Крымская АССР преобразована в Крымскую область РСФСР[7].

### Июль
- 1 июля — ушёл в отставку Государственный секретарь США Эдвард Стеттиниус. Его сменил Джеймс Бирнс.
- 5 июля
  - Начало демобилизации в СССР[39].
  - Парламентские выборы в Великобритании, поражение консерваторов во главе с Уинстоном Черчиллем.
  - Скончался премьер-министр Австралии Джон Кэртин. Его пост временно занял Френсис Майкл Форд[40].
- 13 июля
  - Новым премьер-министром Австралии стал лейборист Джозеф Бенедикт Чифли[40].
  - Вспышка сверхновой SN 1945B в галактике M83.
- 16 июля
  - США произвели первое в мире испытание ядерной бомбы «Тринити» на полигоне в штате Нью-Мексико[41].
  - В Германии близ Аслинга в пассажирский поезд, что перевозил немецких военнопленных, врезался грузовой поезд армии США. Погибло от 102 до 106 человек. Крупнейшая железнодорожная катастрофа в истории Германии.[источник не указан 1589 дней]
- 17 июля — начало работы Потсдамской конференции.

### Август
- 2 августа — в Потсдаме (пригород Берлина) завершилась 17-дневная конференция «Большой тройки» — руководителей СССР, США и Великобритании: Сталина, Трумэна и Черчилля (после поражения на выборах его сменил Клемент Эттли).
- 6 августа — американская атомная бомбардировка японского города Хиросима.
- 8 августа
  - В Лондоне представители СССР, США, Великобритании и Франции заключили соглашение об ответственности военных преступников, учредив Международный военный трибунал[42].
  - Советский Союз объявил о наличии состояния войны с Японией.
- 9 августа
  - Советский Союз начал боевые действия в Маньчжурии против Японии.
  - американская атомная бомбардировка японского города Нагасаки.
  - В Аргентине отменено осадное положение, началось освобождение политзаключённых из концлагерей[43].
- 10 августа
  - Япония попыталась захватить село Забайкальское. Советские пограничники сдержали их на реке Уссури.
  - Монгольская Народная Республика объявила войну Японии[44].
- 11 августа — президент США Гарри Трумэн директивой WARX 48004 приказал генералу Дугласу Макартуру и адмиралу Нимитцу занять порт Дальний раньше Советской армии.
- 12 августа — император Маньчжоу-Го Пу И со свитой покинул столицу Манчжоу-Го Синьцзин для эвакуации через Корею в Японию[45].
- 13 августа
  - Открылась двухдневная конференция Компартии Индокитая, принявшая решение о начале всеобщего восстания и установления народной власти во Вьетнаме. Создан Комитет восстания во главе с Во Нгуен Зиапом[16].
  - Французские разведывательно-диверсионные группы в Индокитае начинают получать инструкции начать подготовку к захвату административных центров и принятию капитуляции японских гарнизонов[46].
- 14 августа
  - В Москве заключён договор между СССР и гоминьдановским Китаем. Китай возвратил СССР КВЖД и признал возврат Порт-Артура и Дальнего под советские военные базы. В тот же день МИД Китая заявил, что независимость Монгольской Народной Республики будет признана после проведения там референдума.
  - В Камбодже сформировано прояпонское правительство Сон Нгок Тханя, заявившее о готовности защищать независимость страны[13].
- 15 августа
  - Император Японии Хирохито по радио обратился к нации и объявил о капитуляции Японии.
  - Военная миссия США в Москве направила И. В. Сталину приказ генерала Д. Макартура № 1 о том, что севернее 38-й параллели капитуляцию японских войск будет принимать СССР. На следующий день Сталин выразил согласие.
  - В Гватемале состоялся первый Национальный конгресс профсоюзного единства, заявивший о поддержке правительства Хуана Хосе Аревало[47].
- 16 августа — в Москве подписан советско-польский договор, определивший новую линию границы между СССР и Польшей[48].
- 17 августа
  - Провозглашение в Батавии (Джакарте) независимости Индонезии в условиях продолжавшейся японской оккупации. Начало войны за независимость Индонезии[49].
  - Советским авиадесантом на аэродроме Мукдена захвачены в плен император Маньчжоу-Го Пу И и его брат Пу Цзе[45].
- 18 августа — Комиссия по подготовке независимости Индонезии избрала первым президентом страны Ахмеда Сукарно, вице-президентом — Мохаммеда Хатта. Кроме того, Комиссией была принята временная конституция Индонезии. На следующий день сформировано первое правительство Сукарно с участием коммунистов[50].
- 19 августа 
  - Силы вьетнамских коммунистов заняли Ханой[16].
  - Советскими войсками освобождён город Харбин.
- 20 августа — в СССР создан Специальный комитет по использованию атомной энергии под руководством Л. П. Берия.
- 21 августа — США объявили о прекращении поставок по ленд-лизу (поставки были продолжены правительству Чан Кайши в Китае)[51].
- 23 августа
  - В Югославии издан Закон о земельной реформе и колонизации, предусматривавший конфискацию земельной собственности свыше 45 гектаров и наделение малоземельных и безземельных крестьян землёй на правах собственности[36].
  - Силы вьетнамских коммунистов взяли под контроль Хюэ[16].
- 24 августа — советским воздушным десантом освобождён город Пхеньян.
- 25 августа
  - Силы вьетнамских коммунистов взяли под контроль Сайгон. В Хюэ вьетнамский император Бао Дай подписал акт об отречении от престола[16].
  - Коммунистическая партия Китая заявила о готовности начать переговоры с Гоминьданом.
  - Освобождён остров Сахалин.
- 27 августа
  - Китайская армия генерала Лу Ханя вошла в Ханой.
  - СССР и Венгрия подписали договор об экономическом содействии развитию Венгрии и торговое соглашение[4].
- 28 августа
  - Мао Цзэдун и Чжоу Эньлай на американском самолёте прибыли в Чунцин и начали переговоры с представителями Гоминьдана[52].
  - В Лаосе французская диверсионная группа майора Имфельда заняла столицу королевства Луанг-Прабанг город Луангпрабанг[53].
- 29 августа — Антифашистский национально-освободительный совет Албании принял закон об аграрной реформе, предусматривавший конфискацию крупного землевладения свыше 40 гектар и распределение земель между крестьянами[36].
- 30 августа — король Луанг-Прабанга Сисаванг Вонг на встрече с французским майором Имфельдом объявил провозглашение независимости страны несостоявшимся, а протекторат Франции не прекращавшим действия[53].

### Сентябрь
- 1 сентября — полностью освобождены Курильские острова.
- 2 сентября
  - На полумиллионном митинге в Ханое Хо Ши Мин провозгласил независимость Вьетнама и образование Демократической Республики Вьетнам[16].
  - Сильный смерч, сопровождающийся градом величиной с куриное яйцо, нанёс серьёзный ущерб подмосковным деревням Оболдино и Хомутово[54]. Есть погибшие[источник не указан 1374 дня].
  - На борту линкора «Миссури» был подписан Акт о капитуляции Японии — закончилась Вторая мировая война.
- 3 сентября
  - В Саксонии принято решение о ликвидации крупной земельной собственности и наделении крестьян землёй. Начало аграрной реформы в Советской зоне оккупации Германии[36]
  - на Шпицбергене капитулировала группа немецких военных метеорологов — последнее подразделение вермахта, продолжавшее войну.
- 4 сентября — создан Всевенгерский национальный комитет[55].
- 5 сентября
  - В восточногерманской земле Мекленбург начата аграрная реформа. На следующий день решение о земельной реформе принято в Бранденбурге[36].
  - В Будапеште открылась сессия Временного национального собрания Венгрии[55].
  - В Лаосе французская диверсионная группа капитана Фабра заняла Вьентьян[53].
- 9 сентября — окончание Японо-китайской войны.
- 10 сентября — земельная реформа в Восточной Германии распространена на Саксонию-Ангальт и Тюрингию[36].
- 12 сентября — китайский генерал Лу Хань ввёл во Вьетнаме оккупационный режим. Китайская армия разоружила партизан и разогнала народно-революционные комитеты[56].
- 13 сентября капитуляция Японского гарнизона Науру
- 15 сентября — глава правительства Луанг-Прабанга принц Петсарат без согласия короля Сисаванг Вонга издал декрет об объединении королевства и четырёх южных лаосских провинций в единое королевство Лаос[57].
- 18 сентября — объединённый комитет начальников штабов армии США принял директиву 1496/2 «Основы формирования военной политики», которая определила СССР как главного противника и утвердила концепцию превентивного удара.
- 20 сентября — в Минске открыт Литературный музей Янки Купалы.
- 21 сентября
  - Командир французского отряда капитан Фабр ввёл все его силы во Вьентьян и оказал давление на главу правительства принца Петсарата с целью убедить его отказаться от провозглашённой независимости Лаоса. В ответ принц Петсарат собрал Народный комитет и приступил к формированию лаосской милиции[57].
  - Отмена военного положения на большей части территории СССР (за исключением Литовской, Латвийской, Эстонской ССР, а также западных областей Украинской и Белорусской ССР).
- 22 сентября — ночью на 23 сентября французская армия под командованием адмирала Жоржа Тьерри д‘Аржанлье начала военную операцию по восстановлению власти Франции на юге Вьетнама, в Сайгоне и других городах. Встречено сопротивление вьетнамской стороны. Началась Индокитайская война[58].
- 25 сентября — Восстановление дипломатических отношений между СССР и Венгрией[55].
- 26 сентября
  - Радиостанция «Голос Вьетнама» передала радиообращение президента Демократической Республики Вьетнам Хо Ши Мина, в котором он обвинил Францию в интервенции, призвал умереть свободными, а не жить рабами, и выразил уверенность в победе[58].
  - В Аргентине восстановлено действие осадного положения, отменённого в августе[59].
- 30 сентября — 1-я дивизия морской пехоты США начала высадку в китайском порту Тангу в зоне Тяньцзиня[60].

### Октябрь
- 1 октября — силы китайских коммунистов, продолжая разоружение японской армии, окружили Пекин и Тяньцзинь, вышли к Нанкину и Шанхаю, заняли Шанхайгуань, Вэйхайвэй и другие города[61].
- 3 октября — на 1-м Всемирном конгрессе профсоюзов в Париже основана Всемирная федерация профсоюзов[62].
- 6 октября — премьер-министр Франции генерал Шарль де Голль телеграммой даёт указание полковнику Имфельду убедить короля Луанг-Прабанга Сисаванг Вонга отмежеваться от действий правительства принца Петсарата и признать протекторат Франции в обмен на признание королевской власти над всеми территориями Лаоса[63].
- 7 октября — командующий 8-й армией Коммунистической партии Китая Чжу Дэ заявил протест против высадки армии США на китайском побережье, где японские части уже разоружены коммунистами[64].
- 8 октября
  - Армия США в Китае взяла под контроль железные дороги Тяньцзинь — Шанхайгуань и Тяньцзинь — Пекин[64].
  - Глава правительства Луанг-Прабанга принц Петсарат и вернувшийся из Вьетнама принц Суфанувонг в Саваннакхете создали комитет «Свободный Лаос» под председательством Суфанувонга. В тот же день принято решение о создании Лаосской армии освобождения и обороны[63].
- 9 октября — отправлен в отставку и вскоре арестован и выслан на остров Мартин-Гарсия вице-президент Аргентины полковник Хуан Перон. В стране начинаются массовые выступления в его поддержку[65].
- 10 октября
  - В Чунцине подписано соглашение между КПК и Гоминьданом о созыве представителей партий и организаций страны для решения вопроса о демократическом переустройстве Китая[52].
  - Морская пехота США высадилась в Циндао, американский воздушный десант выброшен в Пекине[64].
  - В советской зоне оккупации Кореи создано северокорейское Оргбюро Коммунистической партии Кореи, ставшее основой для создания Трудовой партии Кореи[66].
  - Король Луанг-Прабанга Сисаванг Вонг направил во Вьентьян телеграмму, в которой сообщал о смещении принца Петсарата с поста главы правительства за превышение полномочий[63].
- 11 октября — во Вьентьяне сформирован Комитет лаосского народа, поставивший целью защиту независимости Лаоса[67].
- 12 октября — во Вьентьяне сформировано национальное правительство во главе с принцем Кхаммао. В тот же день оно провозгласило независимость единого Лаоса — Патет Лао («Страна Лао») и утвердило его временную конституцию[67].
- 13 октября — в Китае армия Гоминьдана начала наступление на районы, контролируемые КПК[52].
- 14 октября— На стадионе в Пхеньяне во время митинга в честь Советской Армии генерал-полковник И. М. Чистяков признал Ким Ир Сена национальным героем и вождём Кореи.
- 15 октября
  - Между СССР и США заключено соглашение о поставках в СССР в форме долгосрочного кредита не поставленного по ленд-лизу оборудования на сумму 244 миллиона долларов[68].
  - Архиепископ Дамаскин стал премьер-министром Греции.
  - Расстрелян бывший премьер-министр вишистского правительства Франции Пьер Лаваль, обвинённый в государственной измене[69].
  - В Монгольской Народной Республике проведён референдум о независимости. За неё проголосовали 97,85 % голосовавших. Китай официально признал независимость МНР[44].
  - Временная Палата представителей во Вьентьяне проголосовала за низложение короля Сисаванг Вонга и направила своих представителей в Луангпрабанг[67].
- 24 октября
  - Вступил в силу Устав ООН.
  - Окончательно восстановлены дипломатические отношения между СССР и Австрией[24].
  - Сирия принята в ООН[70].
- 25 октября — входивший в состав Японской империи остров Тайвань в соответствии с решениями Потсдамской конференции передан Китаю[71].
- 29 октября — в Нью-Йорке впервые поступили в продажу шариковые ручки (через 57 лет после получения патента).

### Ноябрь
- 3 ноября
  - На рассмотрение Комитета начальников штабов армии США представлен доклад № 329 Объединённого разведывательного комитета, в котором было намечено около 20 целей для атомных бомбардировок на территории СССР. В их числе были Москва, Ленинград, Свердловск, Ярославль, Иркутск, Новосибирск и др[72].
  - Генерал Дуглас Макартур заявил на экстренном заседании Комитета начальников штабов, что США стоят «перед угрозой потерять Китай» и он перейдёт под контроль СССР[61].
- 4 ноября
  - Столкновения армии США в Инкоу с частями Коммунистической партии Китая.
  - В Венгрии прошли первые после падения режима адмирала Хорти выборы в Национальное собрание. Победила Партия мелких сельских хозяев, на втором месте социал-демократы[73].
  - Королевские власти Луанг Прабанга заявили о подчинении Временному правительству Лаоса во Вьентьяне[74].
- 8 ноября 
  - Объединённый разведывательный штаб армии США сделал вывод, что СССР не имеет атомной бомбы, авиации дальнего действия и достаточного военно-экономического потенциала, чтобы представлять прямую угрозу для США. Делается вывод, что СССР сможет нанести ответный ядерный удар по США не раньше 1966 года.
  - Антикоммунистическая демонстрация румынских монархистов в поддержку Михая I, столкновение в Бухаресте, 11 человек убиты.
- 10 ноября
  - На Всемирной конференции молодёжи в Лондоне основана Всемирная федерация демократической молодёжи[75].
  - Король Луанг-Прабанга Сисаванг Вонг подписал документ об отречении от престола и о признании законными Временного правительства по Вьентьяне и временной конституции[74].
  - Албания восстановила дипломатические отношения с СССР[1].
- 11 ноября — самораспустилась по решению своего Центрального комитета Коммунистическая партия Индокитая. Рекомендовано создать коммунистические партии в каждой из трёх стран Индокитая. На её базе будут созданы Партия трудящихся Вьетнама (1945), Народно-революционная партия Лаоса (1955) и Коммунистическая партия Кампучии (1951)[76].
- 14 ноября — первым премьер-министром Индонезии назначен Сутан Шарир.
- 15 ноября
  - В Венгрии сформировано правительство Золтана Тилди[77].
  - Панайотис Канеллопулос стал премьер-министром Греции.
- 18 ноября — в Португалии прошли парламентские выборы, бойкотированные оппозицией. Все места в парламенте заняла партия премьер-министра Антониу ди Салазара Национальный союз.
- 19 ноября — французский отряд капитана Фабра вынужден покинуть столицу Лаоса Вьентьян[74].
- 20 ноября 
  - Мао Цзэдун направил уполномоченному ЦК КПК Пэн Чжэню телеграмму с указанием просить СССР по возможности оттянуть сроки прихода в Маньчжурию армии Чан Кайши.
  - Начало процесса над нацистскими военными преступниками в городе Нюрнберге (Германия).
- 22 ноября — Панайотис Канеллопулос стал премьер-министром Греции.
- 25 ноября — прошли выборы в Национальный совет Австрии[24].
- 29 ноября — Учредительное собрание Югославии провозгласило ликвидацию монархии Карагеоргиевичей[78].

### Декабрь
- 2 декабря — прошли выборы в Учредительное собрание Албании[1].
- 3 декабря — Объединённый разведывательный комитет представил Комитету начальников штабов армии США доклад № 329/1, в котором утверждал, что СССР в ближайшем будущем не сможет нанести удар по континентальным Соединённым Штатам ввиду отсутствия у него значительного военно-морского флота[79].
- 5 декабря — пропажа в районе «Бермудского треугольника» 6 самолётов США — «Вылет 19».
- 12 декабря — президент США Гарри Трумэн заявил, что «победа возложила на американский народ бремя ответственности за дальнейшее руководство миром».
- 14 декабря — Объединённый комитет военного планирования США издал директиву № 432/Д в которой делал вывод, что единственное эффективное оружие против СССР — атомные бомбардировки. Предлагалось в случае конфликта сбросить 196 атомных бомб на 20 городов СССР[80].
- 16 декабря — для переговоров в Чунцин прибыла делегация КПК во главе с Чжоу Эньлаем.
- 18 декабря — Ким Ир Сен назначен председателем Северокорейского оргбюро Коммунистической партии Кореи.
- 16—26 декабря — Московское совещание министров иностранных дел СССР, США и Великобритании. Достигнуто соглашение о желательности вывода из Китая войск СССР и США[52].
- 27 декабря
  - Двадцать восемь стран подписывают соглашение о создании Всемирного банка.
  - Террористические атаки на британские военные базы в Подмандатной Палестине.
- 31 декабря
  - Союзная военная администрация на оккупированных территориях (АМГОТ) передала правительству Италии последние итальянские территории, находившиеся под её управлением[81].
  - В СССР вышел в эфир первый выпуск радиопередачи «Клуб знаменитых капитанов»[82].

## Без даты
- Джон фон Нейман написал работу «Первый проект отчёта о EDVAC», в которой рассматривалась архитектура современных программируемых компьютеров.
- В Германии Конрад Цузе разработал первый язык программирования высокого уровня Plankalkül.

## Персоны года
Человек года по версии журнала Time — Гарри Трумэн, президент США.

## Родились
См. также: Категория:Родившиеся в 1945 году

### Январь
- 4 января — Ричард Шрок, американский учёный-химик, лауреат Нобелевской премии по химии за 2005 год.
- 10 января
  - Валентина Теличкина, актриса театра и кино, народная артистка Российской Федерации.
  - Род Стюарт, британский певец.
- 11 января — Георгий Тараторкин, советский и российский актёр театра и кино, народный артист РСФСР (ум. 2017).
- 15 января — Максим Дунаевский, советский и российский композитор.
- 17 января — Семён Альтов, советский и российский писатель-сатирик.
- 29 января — Ибрагим Бубакар Кейта, малийский политический деятель, премьер-министр Мали (1994—2000), президент Мали с 2013 года (ум. 2022).

### Февраль
- 6 февраля — Боб Марли, ямайский музыкант, гитарист, вокалист и композитор (ум. 1981).
- 9 февраля
  - Ёсинори Осуми, японский учёный, молекулярный биолог, лауреат Нобелевской премии по медицине и физиологии за 2016 год.
  - Миа Фэрроу, американская актриса и общественная активистка.
- 10 февраля — Владимир Шумейко, российский политик, первый председатель Совета Федерации России.
- 12 февраля — Борис Быстров, советский и российский актёр.
- 19 февраля — Юрий Антонов, советский и российский эстрадный певец и композитор.
- 28 февраля — Алексей Екимов, советский и американский учёный, физик и оптик, лауреат Государственной премии СССР и Нобелевской премии по химии за 2023 год.

### Март
- 2 марта — Геннадий Орлов, советский футболист, нападающий, мастер спорта СССР, спортивный комментатор.
- 7 марта — Элизабет Мун, американская писательница-фантаст.
- 8 марта — Ансельм Кифер, один из ведущих художников послевоенной Германии.
- 30 марта
  - Андрей Толубеев, советский и российский актёр театра и кино (ум. 2008).
  - Эрик Клэптон, британский музыкант, гитарист, композитор.

### Апрель
- 18 апреля — Джанет Каган, американская писательница-фантаст (ум. 2008).
- 25 апреля — Бьорн Ульвеус, шведский певец, музыкант и композитор, участник группы «ABBA».
- 26 апреля — Виктор Литовкин, военный обозреватель РИА «Новости».

### Май
- 9 мая
  - Юпп Хайнкес, немецкий футболист и тренер.
  - Павел Слободкин, советский и российский композитор, музыкальный продюсер (ум. 2017).
- 28 мая — Джон Фогерти, американский певец, песенник и гитарист, лидер и автор большинства песен группы «Creedence Clearwater Revival».
- 31 мая — Райнер Вернер Фасбиндер, немецкий кинорежиссёр (ум. 1982).

### Июнь
- 12 июня — Георгий Кузнецов, российский кинорежиссёр, сценарист (ум. 2005).
- 17 июня — Игорь Яковенко, российский культуролог, философ, правозащитник.
- 19 июня — Наталья Селезнёва, советская и российская актриса театра и кино.

### Июль
- 1 июля — Дебора Харри — американская певица и актриса, лидер группы «Blondie».
- 7 июля — Ольга Сошникова, советская и российская киноактриса.
- 9 июля — Александр Журбин, российский композитор.
- 17 июля — Алексей Рыбников, советский и российский композитор.
- 26 июля — Хелен Миррен, британская актриса, лауреат премии «Оскар».
- 31 июля — Леонид Якубович, российский актёр и телеведущий («Поле чудес»)

### Август
- 10 августа — Александр Адабашьян, актёр, художник, сценарист.
- 12 августа — Валерий Калинин, русский хоровой дирижёр.
- 14 августа
  - Вим Вендерс, немецкий кинорежиссёр.
  - Стив Мартин, американский актёр, комик. Лауреат «Оскара».
- 15 августа
  - Екатерина Васильева, советская и российская актриса театра и кино.
  - Ален Жюппе, французский правоцентристский политик, премьер-министр Франции (1995—1997).
- 18 августа
  - Владимир Лукьянов, советский и российский художник-архитектор.
  - Владимир Мигуля (ум. 1996), советский и российский композитор и певец.

### Сентябрь
- 9 сентября — Владимир Дергачёв, русский географ-экономист, профессор, доктор географических наук.
- 11 сентября — Франц Беккенбауэр, немецкий футболист и тренер (в обоих качествах — чемпион мира) (ум. 2024).
- 15 сентября — Кира Прошутинская, советская и российская телеведущая, продюсер.
- 16 сентября — Евгений Петросян, писатель-юморист, артист и телеведущий, народный артист России.
- 17 сентября — Фил Джексон, американский баскетболист и тренер, 13-кратный чемпион НБА.
- 24 сентября — Лариса Рубальская, писатель, поэтесса-песенник, переводчица.
- 30 сентября — Эхуд Ольмерт, израильский политический и общественный деятель, 16-й премьер-министр Израиля.

### Октябрь
- 1 октября — Виктория Дауётите-Пакярене, литовский литературовед.
- 13 октября — Дези Баутерсе, суринамский военный и политический деятель; председатель Национального военного совета страны (1980—1987); президент Суринама (2010—2020) (ум. 2024).
- 19 октября — Джон Литгоу, американский актёр, двукратный обладатель премии «Золотой глобус».
- 21 октября — Никита Михалков, советский и российский актёр и кинорежиссёр.
- 24 октября — Андрей Мартынов, советский и российский актёр театра и кино.
- 27 октября — Виктор Коклюшкин, российский юморист (ум. 2021).
- 28 октября — Гаджи Гаджиев, советский футболист и российский тренер.
- 30 октября — Генри Уинклер, американский актёр, кинорежиссёр, продюсер и сценарист.

### Ноябрь
- 3 ноября — Герд Мюллер, западногерманский футболист, чемпион мира и Европы (ум. 2021).
- 15 ноября
  - Анни-Фрид Люнгстад, шведская певица, участница группы ABBA.
  - Боб Гантон, американский киноактёр.
- 21 ноября
  - Юрий Цапник, актёр театра и кино, народный артист России (ум. 2014).
  - Голди Хоун, американская актриса, режиссёр, продюсер, лауреат премии «Оскар».

### Декабрь
- 1 декабря
  - Геннадий Хазанов, российский актёр эстрады, театра и кино, общественный деятель, руководитель московского Театра эстрады.
  - Бетт Мидлер, американская актриса и певица.
- 5 декабря — Нина Русланова, советская и российская актриса, народная артистка России (ум. 2021).
- 8 декабря 
  - Евгений Стеблов, советский и российский актёр.
  - Марыля Родович, польская поп-певица.
- 24 декабря — Лемми Килмистер, британский бас-гитарист и вокалист, лидер рок-группы «Motörhead» (ум. 2015)
- 27 декабря — Жарникова, Светлана Васильевна, российский этнограф и искусствовед.
- 31 декабря — Конни Уиллис, американская писательница.

## Скончались
См. также: Список умерших в 1945 году
- 2 января — Бертрам Рамсей, британский военный деятель, адмирал.
- 3 января — Эдгар Кейси, американский ясновидящий и врачеватель.
- 6 января — Владимир Иванович Вернадский, российский и советский учёный-естествоиспытатель, мыслитель, основатель учения о ноосфере, академик Императорской Санкт-Петербургской академии наук и АН СССР.
- 1 февраля — Богдан Филов, председатель Совета Министров Болгарии в 1940–1943, регент в 1943–1944 (расстрелян, род. в 1883).
- 18 февраля
  - Дмитрий Михайлович Карбышев, генерал-лейтенант инженерных войск, Герой Советского Союза.
  - Иван Данилович Черняховский, советский военачальник, генерал армии, дважды Герой Советского Союза.
- 23 февраля — Алексей Николаевич Толстой, русский советский писатель.
- 26 февраля — Иосиф Баласса, венгерский лингвист, филолог и педагог[83].
- 26 марта
  - Борис Михайлович Шапошников, советский военный и государственный деятель, Маршал Советского Союза.
  - Дэвид Ллойд Джордж, британский политик, премьер-министр в 1916—1922 годах.
- 9 апреля — Вильгельм Франц Канарис, немецкий военный деятель, адмирал, начальник службы военной разведки и контрразведки в Третьем Рейхе.
- 12 апреля — Франклин Рузвельт, президент США (1933—1945).
- 18 апреля — Джон Флеминг, английский учёный, член Лондонского королевского общества.
- 21 апреля — Вальтер Модель, немецкий военачальник, генерал-фельдмаршал.
- 28 апреля 
  - Бенито Муссолини, итальянский политический деятель, лидер фашистской партии, диктатор («дуче») (1922—1945).
  - Курт Книспель, немецкий танкист-ас времён Второй мировой войны. Самый результативный танкист войны (род. в 1921).
  - Александр Орлов, советский военачальник, инженер-вице-адмирал (род. в 1900).
- 30 апреля — Адольф Гитлер, фюрер нацистской партии Германии, канцлер Германского Рейха.
- 1 мая 
  - Йозеф Геббельс, рейхсминистр народного просвещения и пропаганды нацистской Германии.
  - Ганс Кребс, немецкий генерал, последний начальник штаба верховного командования сухопутных войск вермахта во Второй мировой войне
- 2 мая — Мартин Борман, начальник партийной канцелярии НСДАП.
- 4 мая — Фёдор фон Бок, немецкий военачальник, генерал-фельдмаршал.
- 11 мая — Лев Ефимович Маневич, советский военный разведчик, Герой Советского Союза.
- 19 мая — Константин Андреевич Тренёв, российский и советский писатель и драматург.
- 23 мая — Генрих Гиммлер один из главных политических и военных деятелей нацистской Германии, рейхсфюрер СС.
- 25 мая — Демьян Бедный, российский и советский писатель и поэт.
- 3 июня — Викентий Викентьевич Вересаев, русский советский писатель.
- 5 июня — Владимир Викторович Адоратский, революционер, советский историк, директор Института Маркса-Энгельса-Ленина, Института философии АН СССР, академик АН СССР.
- 16 июня — Николай Эрастович Берзарин, советский военачальник, генерал-полковник, первый советский комендант Берлина.
- 2 июля — Оскар Бенавидес, перуанский военный и политический деятель, Великий маршал Перу, дважды занимал пост президента Перу.
- 5 июля — Джон Кэртин, австралийский государственный и политический деятель, премьер-министр Австралии в 1941—1945 годах (род. в 1885).
- 7 июля — Саломея Нерис, литовская поэтесса.
- 12 июля — Вольфрам фон Рихтгофен, немецкий военачальник, генерал-фельдмаршал авиации.
- 16 июля — Владимир Николаевич Яхонтов, советский артист эстрады.
- 17 июля — Эрнст Буш, немецкий военачальник, генерал-фельдмаршал.
- 20 июля — Поль Валери, французский писатель.
- 27 июля — Сергей Яковлевич Аллилуев, русский революционер, отец Н. С. Аллилуевой.
- 30 июля — Эль-Регистан, соавтор слов Государственного гимна СССР.
- 8 августа — Яков Александрович Протазанов, российский и советский режиссёр немого кино, сценарист, актёр.
- 10 августа — Роберт Годдард, американский учёный, один из пионеров современной ракетной техники.
- 31 августа — Стефан Банах, польский математик.
- 9 сентября — Зинаида Николаевна Гиппиус, русская поэтесса и писательница.
- 24 сентября — Ханс Гейгер, немецкий физик, первым создавший детектор альфа-частиц и других ионизирующих излучений, изобретатель счётчика Гейгера.
- 26 сентября — Александр Алексеевич Ханжонков, российский организатор кинопромышленности, продюсер, режиссёр, сценарист, один из создателей российского кинематографа.
- 15 октября — Пьер Лаваль, французский политик, дважды премьер-министр Франции.
- 24 октября — Видкун Квислинг, норвежский политик, глава оккупационного режима в 1940—1945 годах.
- 25 октября — Роберт Лей, видный политический деятель нацистской Германии, рейхсляйтер, обергруппенфюрер СА, заведующий организационным отделом НСДАП, руководитель Германского трудового фронта.
- 31 октября — Винценты Витос, польский политик, три раза занимавший пост премьер-министра Польши.
- 18 ноября — Витаутас Бичюнас, литовский критик, драматург, режиссёр, прозаик, художник.
- 16 декабря — Фумимаро Коноэ, японский военный и политический деятель, неоднократный премьер-министр Японии, военный преступник.
- 28 декабря — Теодор Драйзер, американский писатель и общественный деятель.

## Нобелевские премии
- Физика — Вольфганг Паули — «За открытие принципа запрета Паули».
- Химия — Арттури Илмари Виртанен — «За исследования и достижения в области сельского хозяйства и химии питательных веществ, особенно за метод консервации кормов удостоен премии».
- Медицина и физиология — Александер Флеминг, Эрнст Борис Чейн, Хоуард Уолтер Флори — «За открытие пенициллина и его целебного воздействия при различных инфекционных болезнях»
- Литература — Габриела Мистраль — «За поэзию истинного чувства, сделавшую её имя символом идеалистического устремления для всей Латинской Америки».
- Премия мира — Корделл Халл — «В знак признания его заслуг по утверждению мира в западном полушарии, в укреплении торговли и становлении ООН».